# Кирија
Кирија (грч. Κύργια) је насељено место у општини Доксат у периферији Источна Македонија и Тракија, Грчка. Према попису из 2021. године било је 1.029 становника.
Кирија је 1913. године имала 508 житеља Турака. Године 1923. турско становништво је принудно исељено у Турску а на њихово место су насељене грчке избегличке породице, којих је на попису из 1928. године било 775 становника. Досељавањем нових избеглица и спајањем са селом Химитли на попису из 1940. године је било 2.589 становника. Село се раније звало Органџи.